# Éva Karakas
Éva Karakas (nascuda Fürst ; 15 de febrer de 1922 - 7 de maig de 1995) va ser una jugadora d'escacs hongaresa. Va guanyar el Campionat d'escacs hongarès femení els anys 1954, 1956, 1962, 1965–66 i 1975–76, i el Campionat del món sènior d'escacs femení el 1991, 1992 i 1994. Va jugar amb la selecció hongaresa a les tres primeres edicions de l'Olimpíada d'escacs femenina, celebrades el 1957, 1963 i 1966.
Karakas va competir al Torneig de Candidates al Campionat del Món Femení el 1959, 1961 i 1964. Va participar en el torneig interzonal femení l'any 1973.